# Incremental Packet Writing

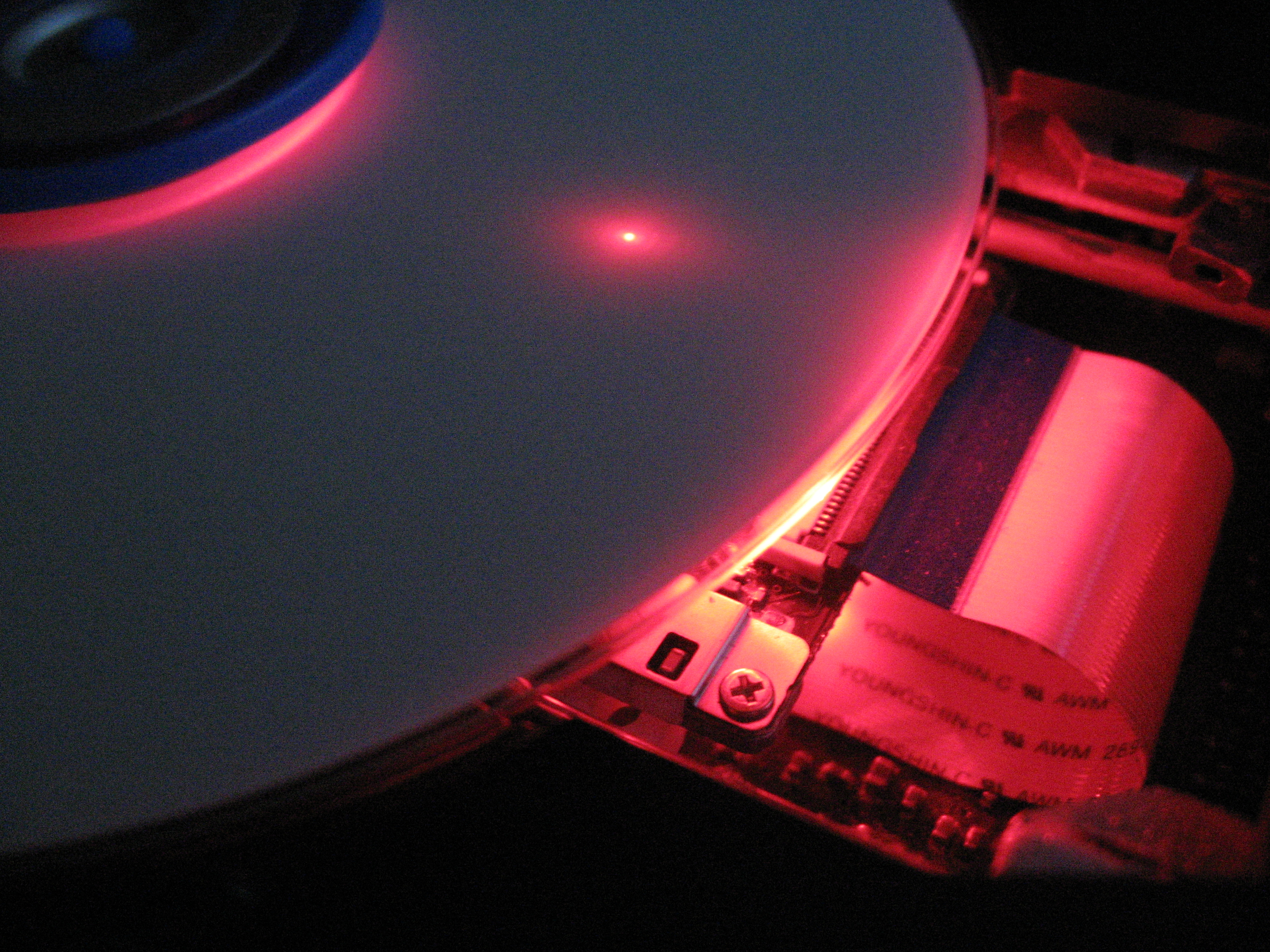
Grabadora de DVD funcionando con la tapa quitada

Incremental Packet Writing (IPW) es una tecnología de grabación de discos ópticos que permite utilizar un CD o un DVD write-once (de una sola escritura) de manera similar a un disquete directamente desde el sistema operativo; es decir, permite a los usuarios crear, modificar y borrar ficheros y directorios según se necesite sin que sea necesario grabar un disco entero a la vez, con las anteriores técnicas Track At Once (TAO) y Disc At Once (DAO).
La tecnología de escritura por paquetes optimiza el uso del espacio de un disco óptico mediante la escritura de datos en bloques incrementales en lugar de hacerlo en un solo gran bloque (TAO y DAO). El sistema de ficheros más común para los sistemas de escritura de paquetes es el Universal Disk Format.

## Soporteswrite-once
En los discos write-once (-R), utilizando la tecnología de escritura de paquetes, al eliminar ficheros y directorios de un CD-R no se recupera el espacio ocupado por estos elementos, sino que simplemente se marca como eliminado.
Del mismo modo, los cambios en los ficheros son causa de que se creen nuevas instancias de los ficheros en lugar de reemplazar los archivos originales. Por este motivo, el espacio disponible a un soporte "-R" utilizando la tecnología de escritura de paquetes disminuirá poco a poco cada vez que se modifique su contenido.

## Soportes regrabables
En los discos regrabables, pero, esto no ocurre necesariamente así, la tecnología IPW les permite ser utilizados como un verdadero soporte de almacenamiento extraíble, plena y libremente modificable (ver Universal Disk Format).
Debido a las características de los soportes ópticos regrabables como los CD-RW y los DVD ± RW, la capacidad de los sectores de datos para conservar su contenido va disminuyendo si se cambian muchas veces (por los ciclos de decristalización recristalización de la aleación). Para hacer frente a esta limitación, el sistema de escritura de paquetes puede volver a asignar los sectores dañados con sectores buenos cuando sea necesario. Estos sectores defectuosos no pueden ser recuperados formateando dado la cantidad de ciclos que permite la aleación.